# 学校法人千葉経済学園
学校法人千葉経済学園（がっこうほうじんちばけいざいがくえん）は、1933年（昭和8年）に創立された、千葉県千葉市稲毛区に本部を置く日本の学校法人である。1951年（昭和26年）に学校法人として認可された。

## 設置している学校
- 千葉経済大学
- 千葉経済大学短期大学部
- 千葉経済大学附属高等学校
- 千葉経済大学なでしこ幼稚園（2008年廃止）

## 理念＆沿革
千葉経済学園の創立者である佐久間惣治郎（1877年～1956年）は、千葉女子商業学校の創設にあたり、日本資本主義の父と言われる渋沢栄一の言葉を準用し、『片手の論語、片手に算盤』を建学の精神として掲げた。人間として養うべき倫理道徳と、自立的に生き抜くために備えるべき知識技能を兼ね備えた人材を育成することを教育理念としている。
| 年                 | 出来事 |
| ------------------ | --- |
| 1933年（昭和8年）  | 佐久間惣治郎が、寒川高等女学校長に就任する。 |
| 1934年（昭和9年）  | 千葉女子商業学校を設立。 |
| 1948年（昭和23年） | 学制改革に伴い、千葉女子経済高等学校に再編。 |
| 1954年（昭和29年） | - 千葉経済高等学校へ改称。 - 男子部を新設（女子部との併設であり、共学制とは異なる）。 |
| 1968年（昭和43年） | 千葉経済短期大学を設置し、商経科を開設。 |
| 1971年（昭和46年） | 千葉経済学園附属なでしこ幼稚園を設置。 |
| 1977年（昭和52年） | 千葉経済短期大学に、初等教育科を新設。 |
| 1984年（昭和59年） | 千葉経済短期大学に、別科経営情報専修を新設（1993年に経営情報科へ再編）。 |
| 1988年（昭和63年） | 千葉経済大学を設置し、経済学部経済学科を開設。 |
| 1993年（平成5年）  | - 千葉経済大学に、大学院経済学研究科（修士課程）を新設。 - 千葉経済大学に、地域経済研究所を新設。 - 千葉経済高等学校を、千葉経済大学附属高等学校へ改称。 - 千葉経済短期大学を、千葉経済大学短期大学部へ改称。 - なでしこ幼稚園を、千葉経済大学短期大学部附属なでしこ幼稚園へ改称。 |
| 1995年（平成7年）  | 千葉経済大学地域経済研究所を、地域総合研究所へ改称。 |
| 1998年（平成10年） | 千葉経済大学経済学部に、経営学科を新設。 |
| 2001年（平成13年） | 千葉経済大学短期大学部附属なでしこ幼稚園を、千葉経済大学なでしこ幼稚園へ改称。 |
| 2004年（平成16年） | - 千葉経済大学短期大学部の学科を次の通り再編及び改称。 - 商経科及び経営情報科 → ビジネスライフ学科 - 初等教育科 → こども学科 |
| 2008年（平成20年） | 千葉経済大学なでしこ幼稚園を廃止。 |
| 2023年（令和5年）  | 創立90周年を迎える。同年11月15日に、記念式典が催された。 |

## 理事会
理事会の構成員は、次のとおりである（令和5年6月１日現在）。
| 役職     | 氏名       | 兼任職等                                                                            |
| -------- | ---------- | ----------------------------------------------------------------------------------- |
| 理事長   | 佐久間勝彦 | - 千葉経済大学 学長 - 千葉経済大学短期大学部 学長 - 千葉経済大学附属高等学校 学校長 |
| 副理事長 | 佐久間美羊 | 千葉経済大学短期大学部 副学長 兼 教授                                               |
| 常任理事 | 吉田悦教   | 千葉経済大学 特任教授                                                               |
| 理事     | 山浦裕幸   | 千葉経済大学 副学長 兼 学部長 兼 教授                                               |
| 理事     | 影山美佐子 | 千葉経済大学短期大学部 ビジネスライフ学科長 兼 教授                                 |
| 理事     | 淡路睦     | 株式会社千葉銀行 取締役専務執行役員                                                 |
| 理事     | 綿貫弘一   | 株式会社京葉銀行 相談役                                                             |
| 理事     | 上田紘士   |                                                                                     |
| 理事     | 佐川八重子 | 株式会社桜ゴルフ 代表取締役社長                                                     |
| 理事     | 磐城博司   |                                                                                     |
| 理事     | 山口博     | 学校法人千葉経済学園 事務局長                                                       |
| 監事     | 青柳俊一   | 株式会社千葉興業銀行 取締役会長                                                     |
| 監事     | 植松省自   | 税理士法人京葉会計事務所 代表社員                                                   |